# GX Весов
GX Весов (лат. GX Librae), HD 136905 — двойная звезда в созвездии Весов на расстоянии приблизительно 420 световых лет (около 129 парсеков) от Солнца. Видимая звёздная величина звезды — от +7,39m до +7,31m.

## Характеристики
Первый компонент — жёлтый субгигант, эруптивная переменная звезда типа RS Гончих Псов (RS) спектрального класса G8IVp. Эффективная температура — около 4603 К.